# Campionat del Món de Constructors (Fórmula 1)

Logo del 70è aniversari de la Fórmula 1

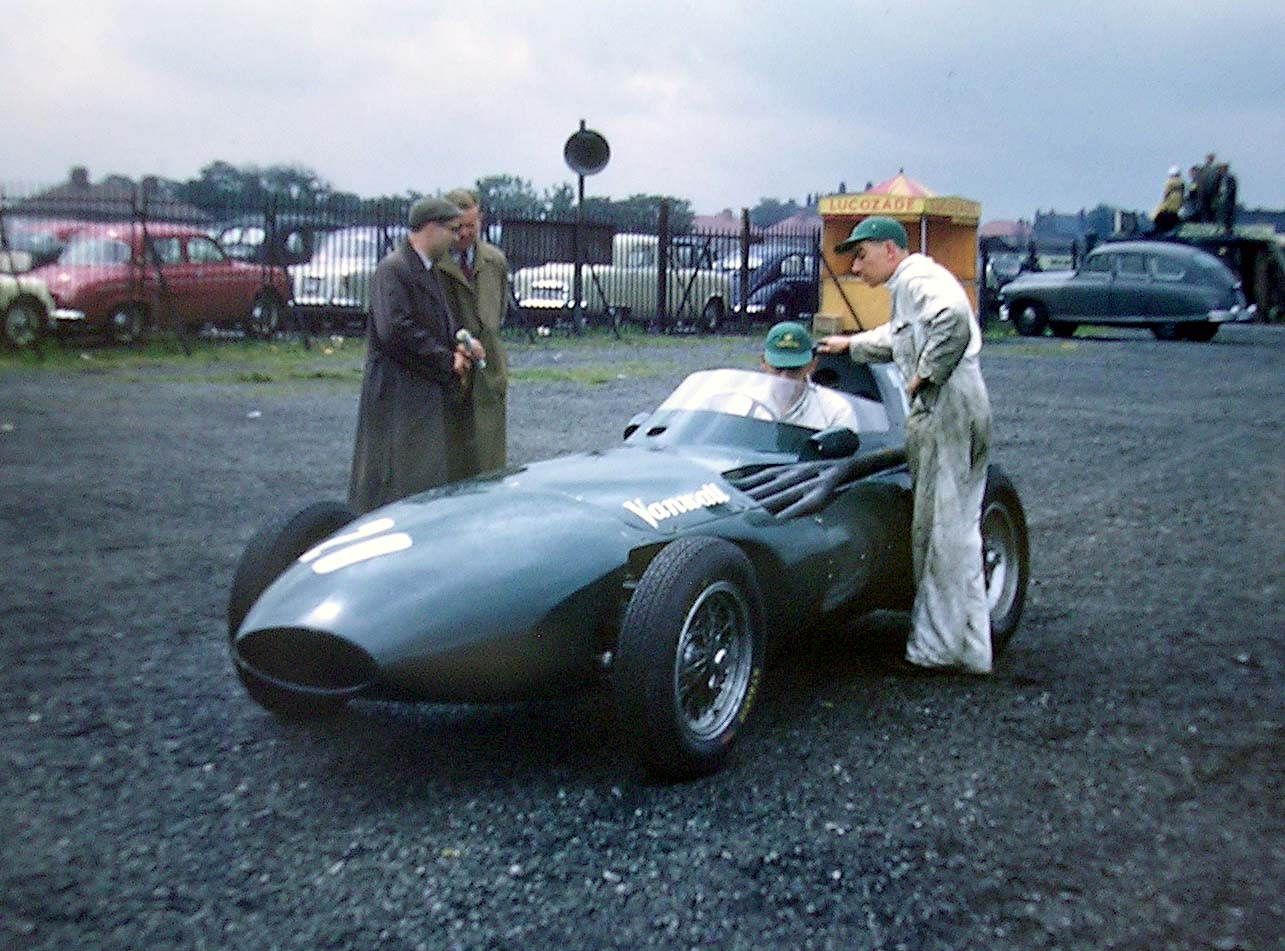
El Vanwall VW5 abans del començament del Gran Premi de Gran Bretanya l'any 1957.

El Campionat del Món de Constructors, inicialment anomenat Copa Internacional de Fabricants de F1, és atorgat per la Federació Internacional de l'Automòbil al constructor o escuderia de Fórmula 1 guanyadora de la temporada. Està determinat pel sistema de puntuació d'acord amb els resultats dels Grans Premis. El primer Campionat del Món de Constructors va ser concedit la temporada 1958 a Vanwall.
La Fórmula 1, abreujada com a F1, és la classe més alta de carreres d'automòbils de rodes obertes definida per la Federació Internacional de l'Automòbil (FIA), l'òrgan de govern mundial del motor. La "fórmula" del nom fa referència a un conjunt de regles a les quals han de complir-se tots els participants i vehicles. pocs casos en carrers tancats de la ciutat. El Campionat Mundial de Constructors és presentat per la FIA al constructor de F1 més reeixit al llarg de la temporada mitjançant un sistema de punts basat en els resultats del Gran Premi individual. Els punts del Campionat de Constructors es calculen sumant punts marcats en cada cursa per qualsevol pilot per a aquest constructor. Fins al 1979, la majoria de temporades només van veure el pilot amb més gols en cada cursa per a cada constructor aportant punts al Campionat. El Campionat de Constructors es guanya quan matemàticament ja no és possible que un altre constructor superi el total de punts d'un altre independentment del resultat de les carreres restants, tot i que no s'atorga oficialment fins a la cerimònia de lliurament del premi FIA celebrada a diverses ciutats després de la conclusió de la temporada.
El Campionat de Constructors es va concedir per primera vegada, com a Copa Internacional per a fabricants de F1, el 1958 a Vanwall. Dels 170 constructors de xassís que han participat en un Gran Premi de F1, un total de 15 han guanyat el Campionat en les seves 62 temporades. Ferrari té el rècord de més victòries al Campionat del Món de Constructors, després d'haver guanyat el títol en 16 ocasions. Williams ocupa la segona posició amb nou Campionats de Constructors i McLaren és la tercera amb vuit títols. Amb 16 títols, Ferrari ha acumulat la major quantitat de Campionats de Constructors com a fabricant de motors, seguit de Renault, Ford, Mercedes i Honda amb dotze, deu, nou i sis títols, respectivament. Mercedes té el rècord de títols de constructors més consecutius amb set entre les temporades 2014 i 2020. Tots els dissenys, excepte 17, han estat guanyats per xassís dissenyats i construïts al Regne Unit. En deu ocasions, l'equip campió del món dels constructors no ha inclòs el campió del món de pilots durant aquella temporada. Entre els pilots que han contribuït amb almenys un punt al títol de constructors, Michael Schumacher ha contribuït al màxim amb set constructors. títols, sis d'aquests consecutivament amb Ferrari.
Cada combinació de xassís-motor es considera un diferent constructor. Els punts pel campionat de constructors es calculen sumant els obtinguts a cada carrera per qualsevol pilot de l'equip. Fins a l'any 1979, només el pilot de l'escuderia que obtenia més punts a cada carrera contribuïa pel campionat de constructors.
Només en 9 ocasions l'equip campió del Mundial de Constructors no ha aconseguit també el Campionat del Món de Pilots a la mateixa temporada.

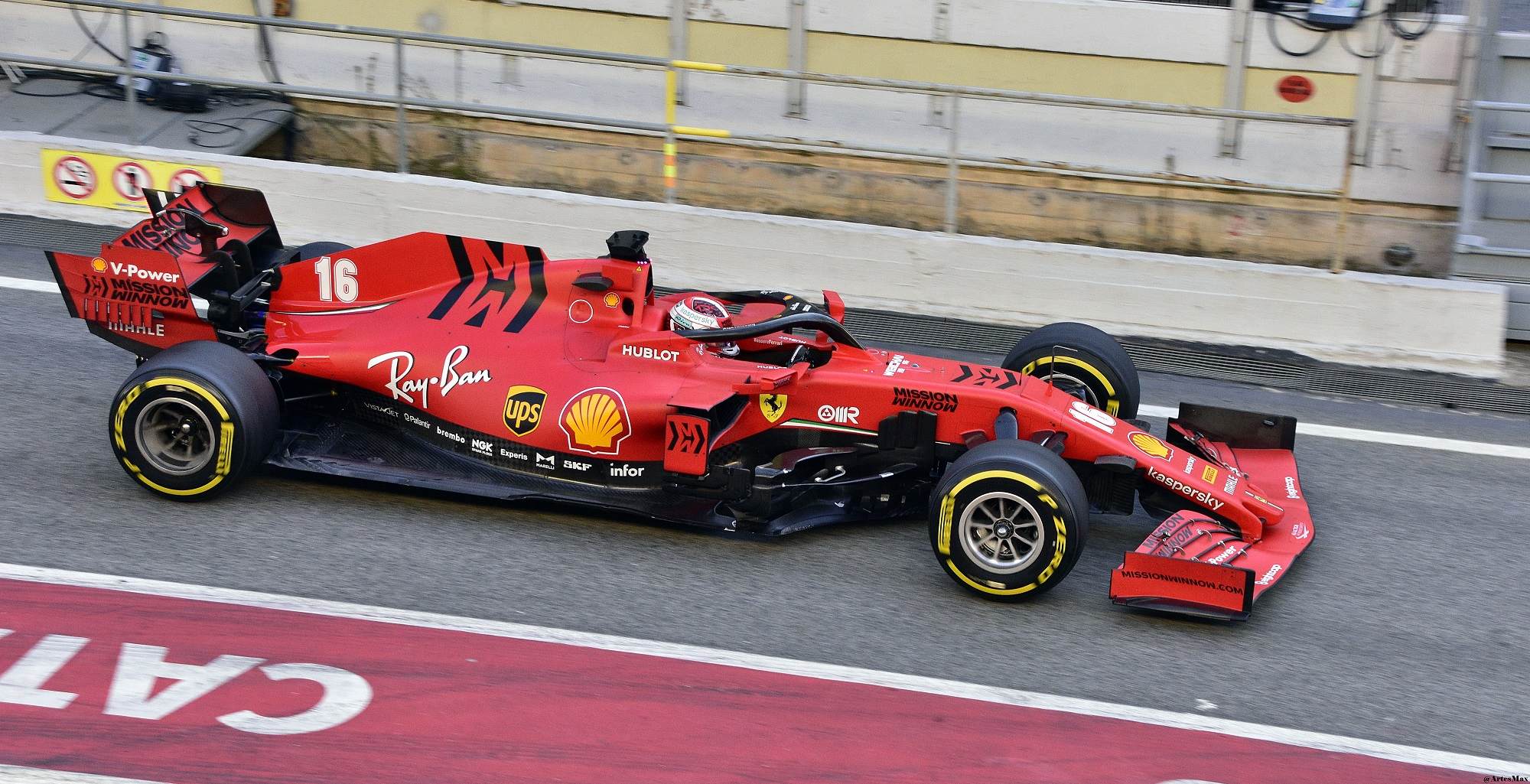
Ferrari SF-1000 als tests de Barcelona, 2020.

Durant les 53 temporades que s'ha atorgat el premi, només 13 diferents constructors l'han guanyat, sent Ferrari l'escuderia més reeixida, amb 16 títols, incloent 6 consecutius (del 1999 al 2004).

## Guanyadors

### Per temporada
| Any  | Constructor | Pilots                                                                            | Punts |
| ---- | ----------- | --------------------------------------------------------------------------------- | ----- |
| 1958 | Vanwall     | Stirling Moss Tony Brooks                                                         | 48    |
| 1959 | Cooper      | Jack Brabham* Stirling Moss Bruce McLaren                                         | 40    |
| 1960 | Cooper      | Jack Brabham Bruce McLaren                                                        | 48    |
| 1961 | Ferrari     | Phil Hill Wolfgang von Trips                                                      | 45    |
| 1962 | BRM         | Graham Hill*                                                                      | 42    |
| 1963 | Lotus       | Jim Clark*                                                                        | 54    |
| 1964 | Ferrari     | John Surtees Lorenzo Bandini                                                      | 45    |
| 1965 | Lotus       | Jim Clark*                                                                        | 54    |
| 1966 | Brabham     | Jack Brabham*                                                                     | 42    |
| 1967 | Brabham     | Denny Hulme Jack Brabham                                                          | 63    |
| 1968 | Lotus       | Graham Hill* Jo Siffert Jim Clark Jackie Oliver                                   | 62    |
| 1969 | Matra       | Jackie Stewart Jean-Pierre Beltoise                                               | 66    |
| 1970 | Lotus       | Jochen Rindt* Emerson Fittipaldi Graham Hill John Miles                           | 59    |
| 1971 | Tyrrell     | Jackie Stewart François Cevert                                                    | 73    |
| 1972 | Lotus       | Emerson Fittipaldi                                                                | 61    |
| 1973 | Lotus       | 1. Emerson Fittipaldi 2. Ronnie Peterson                                          | 92    |
| 1974 | McLaren     | 5. Emerson Fittipaldi 6. Denny Hulme 33. Mike Hailwood                            | 73    |
| 1975 | Ferrari     | 11. Clay Regazzoni 12. Niki Lauda                                                 | 72,5  |
| 1976 | Ferrari     | 1. Niki Lauda 2. Clay Regazzoni                                                   | 83    |
| 1977 | Ferrari     | 11. Niki Lauda 12. Carlos Reutemann                                               | 95    |
| 1978 | Lotus       | 5. Mario Andretti 6. Ronnie Peterson                                              | 86    |
| 1979 | Ferrari     | 11. Jody Scheckter 12. Gilles Villeneuve                                          | 113   |
| 1980 | Williams    | 27. Alan Jones 28. Carlos Reutemann                                               | 120   |
| 1981 | Williams    | 1. Alan Jones 2. Carlos Reutemann                                                 | 95    |
| 1982 | Ferrari     | 27. Gilles Villeneuve 28. Didier Pironi (27). Patrick Tambay (28). Mario Andretti | 74    |
| 1983 | Ferrari     | 27. Patrick Tambay 28. René Arnoux                                                | 89    |
| 1984 | McLaren     | 7. Alain Prost 8. Niki Lauda                                                      | 143,5 |
| 1985 | McLaren     | 1. Niki Lauda 2. Alain Prost                                                      | 90    |
| 1986 | Williams    | 5. Nigel Mansell 6. Nelson Piquet                                                 | 141   |
| 1987 | Williams    | 5. Nigel Mansell 6. Nelson Piquet                                                 | 137   |
| 1988 | McLaren     | 11. Alain Prost 12. Ayrton Senna                                                  | 199   |
| 1989 | McLaren     | 1. Ayrton Senna 2. Alain Prost                                                    | 141   |
| 1990 | McLaren     | 27. Ayrton Senna 28. Gerhard Berger                                               | 121   |
| 1991 | McLaren     | 1. Ayrton Senna 2. Gerhard Berger                                                 | 139   |
| 1992 | Williams    | 5. Nigel Mansell 6. Riccardo Patrese                                              | 164   |
| 1993 | Williams    | 0. Damon Hill 2. Alain Prost                                                      | 168   |
| 1994 | Williams    | 0. Damon Hill 2. Ayrton Senna (2). David Coulthard (2). Nigel Mansell             | 118   |
| 1995 | Benetton    | 1. Michael Schumacher 2. Johnny Herbert                                           | 137   |
| 1996 | Williams    | 5. Damon Hill 6. Jacques Villeneuve                                               | 175   |
| 1997 | Williams    | 3. Jacques Villeneuve 4. Heinz-Harald Frentzen                                    | 123   |
| 1998 | McLaren     | 7. David Coulthard 8. Mika Häkkinen                                               | 156   |
| 1999 | Ferrari     | 3. Michael Schumacher 4. Eddie Irvine (3). Mika Salo                              | 128   |
| 2000 | Ferrari     | 3. Michael Schumacher 4. Rubens Barrichello                                       | 170   |
| 2001 | Ferrari     | 1. Michael Schumacher 2. Rubens Barrichello                                       | 179   |
| 2002 | Ferrari     | 1. Michael Schumacher 2. Rubens Barrichello                                       | 221   |
| 2003 | Ferrari     | 1. Michael Schumacher 2. Rubens Barrichello                                       | 158   |
| 2004 | Ferrari     | 1. Michael Schumacher 2. Rubens Barrichello                                       | 262   |
| 2005 | Renault     | 5. Fernando Alonso 6. Giancarlo Fisichella                                        | 191   |
| 2006 | Renault     | 1. Fernando Alonso 2. Giancarlo Fisichella                                        | 206   |
| 2007 | Ferrari     | 5. Felipe Massa 6. Kimi Räikkönen                                                 | 204   |
| 2008 | Ferrari     | 1. Kimi Räikkönen 2. Felipe Massa                                                 | 172   |
| 2009 | Brawn       | 22. Jenson Button 23. Rubens Barrichello                                          | 172   |
| 2010 | Red Bull    | 5. Sebastian Vettel 6. Mark Webber                                                | 498   |
| 2011 | Red Bull    | 1. Sebastian Vettel 2. Mark Webber                                                | 650   |
| 2012 | Red Bull    | 1. Sebastian Vettel 2. Mark Webber                                                | 460   |
| 2013 | Red Bull    | 1. Sebastian Vettel 2. Mark Webber                                                | 596   |
| 2014 | Mercedes    | 6. Nico Rosberg 44. Lewis Hamilton                                                | 701   |
| 2015 | Mercedes    | 6. Nico Rosberg 44. Lewis Hamilton                                                | 703   |
| 2016 | Mercedes    | 6. Nico Rosberg 44. Lewis Hamilton                                                | 765   |
| 2017 | Mercedes    | 44. Lewis Hamilton 77. Valtteri Bottas                                            | 668   |
| 2018 | Mercedes    | 44. Lewis Hamilton 77. Valtteri Bottas                                            | 655   |
| 2019 | Mercedes    | 44. Lewis Hamilton 77. Valtteri Bottas                                            | 739   |
| 2020 | Mercedes    | 44. Lewis Hamilton 77. Valtteri Bottas                                            | 573   |
| 2021 | Mercedes    | 44. Lewis Hamilton 77. Valtteri Bottas                                            | 613.5 |
| 2022 | Red Bull    | 33. Max Verstappen 11. Sergio Pérez                                               | 759   |
| 2023 | Red Bull    | 1. Max Verstappen 11. Sergio Pérez                                                | 860   |
| 2024 | McLaren     | 4. Lando Norris 81. Oscar Piastri                                                 | 666   |

### Per constructor
| Posició | Constructor        | Total | Temporades                                                                                      |
| ------- | ------------------ | ----- | ----------------------------------------------------------------------------------------------- |
| 1       | Ferrari            | 16    | 1961, 1964, 1975, 1976, 1977, 1979, 1982, 1983, 1999, 2000, 2001, 2002, 2003, 2004, 2007, 2008. |
| 2       | Williams           | 9     | 1980, 1981, 1986, 1987, 1992, 1993, 1994, 1996, 1997.                                           |
| 2       | McLaren (The Best) | 9     | 1974, 1984, 1985, 1988, 1989, 1990, 1991, 1998, 2024.                                           |
| 3       | Mercedes           | 8     | 2014, 2015, 2016, 2017, 2018, 2019, 2020, 2021.                                                 |
| 4       | Lotus              | 7     | 1963, 1965, 1968, 1970, 1972, 1973, 1978.                                                       |
| 5       | Red Bull           | 6     | 2010, 2011, 2012, 2013, 2022, 2023.                                                             |
| 6       | Cooper             | 2     | 1959, 1960.                                                                                     |
| 6       | Brabham            | 2     | 1966, 1967.                                                                                     |
| 6       | Renault            | 2     | 2005, 2006.                                                                                     |
| 7       | Vanwall            | 1     | 1958.                                                                                           |
| 7       | Benetton           | 1     | 1995.                                                                                           |
| 7       | BRM                | 1     | 1962.                                                                                           |
| 7       | Matra              | 1     | 1969.                                                                                           |
| 7       | Tyrrell            | 1     | 1971.                                                                                           |
| 7       | Brawn              | 1     | 2009.                                                                                           |

### Per motorista
| Motor         | Total | Anys                                                                                            |
| ------------- | ----- | ----------------------------------------------------------------------------------------------- |
| Ferrari       | 16    | 1961, 1964, 1975, 1976, 1977, 1979, 1982, 1983, 1999, 2000, 2001, 2002, 2003, 2004, 2007, 2008. |
| Renault       | 12    | 1992, 1993, 1994, 1995, 1996, 1997, 2005, 2006, 2010, 2011, 2012, 2013.                         |
| Mercedes      | 11    | 1998, 2009, 2014, 2015, 2016, 2017, 2018, 2019, 2020, 2021, 2024.                               |
| Ford-Cosworth | 10    | 1968, 1969, 1970, 1971, 1972, 1973, 1974, 1978, 1980, 1981.                                     |
| Honda         | 8     | 1986, 1987, 1988, 1989, 1990, 1991, 2022, 2023.                                                 |
| Climax        | 4     | 1959, 1960, 1963, 1965.                                                                         |
| Repco         | 2     | 1966, 1967.                                                                                     |
| TAG           | 2     | 1984, 1985.                                                                                     |
| Vanwall       | 1     | 1958.                                                                                           |
| BRM           | 1     | 1962.                                                                                           |

### Per nacionalitat
| País       | Constructors | Campionats de constructors |
| ---------- | ------------ | -------------------------- |
| Regne Unit | 10           | 34                         |
| Itàlia     | 1            | 16                         |
| Alemanya   | 1            | 8                          |
| Àustria    | 1            | 5                          |
| França     | 2            | 3                          |

### Rècords

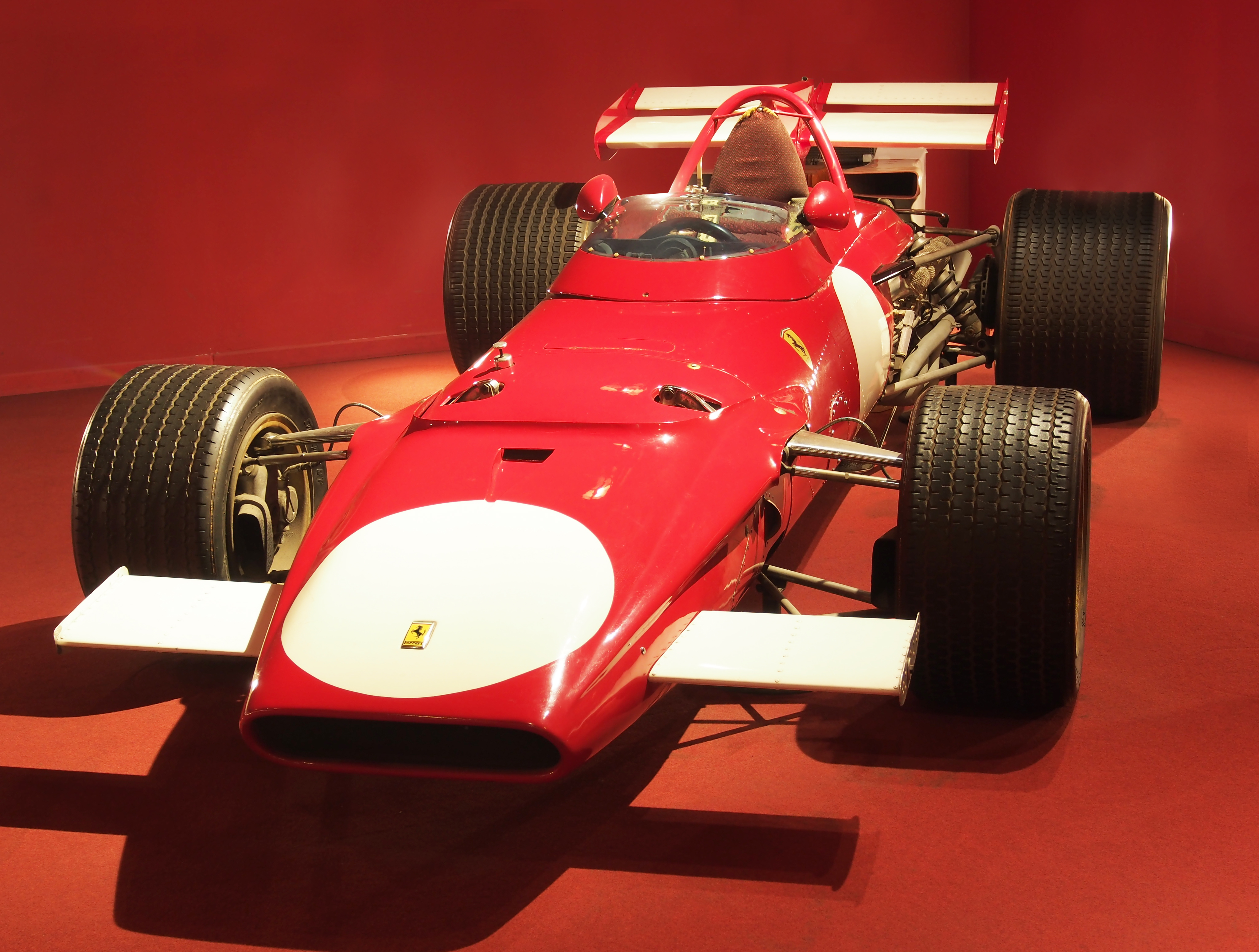
Ferrari 312B, 1970.

- Constructor amb més campionats: Ferrari: 16 (1961, 1964, 1975, 1976, 1977, 1979, 1982, 1983, 1999, 2000, 2001, 2002, 2003, 2004, 2007, 2008).

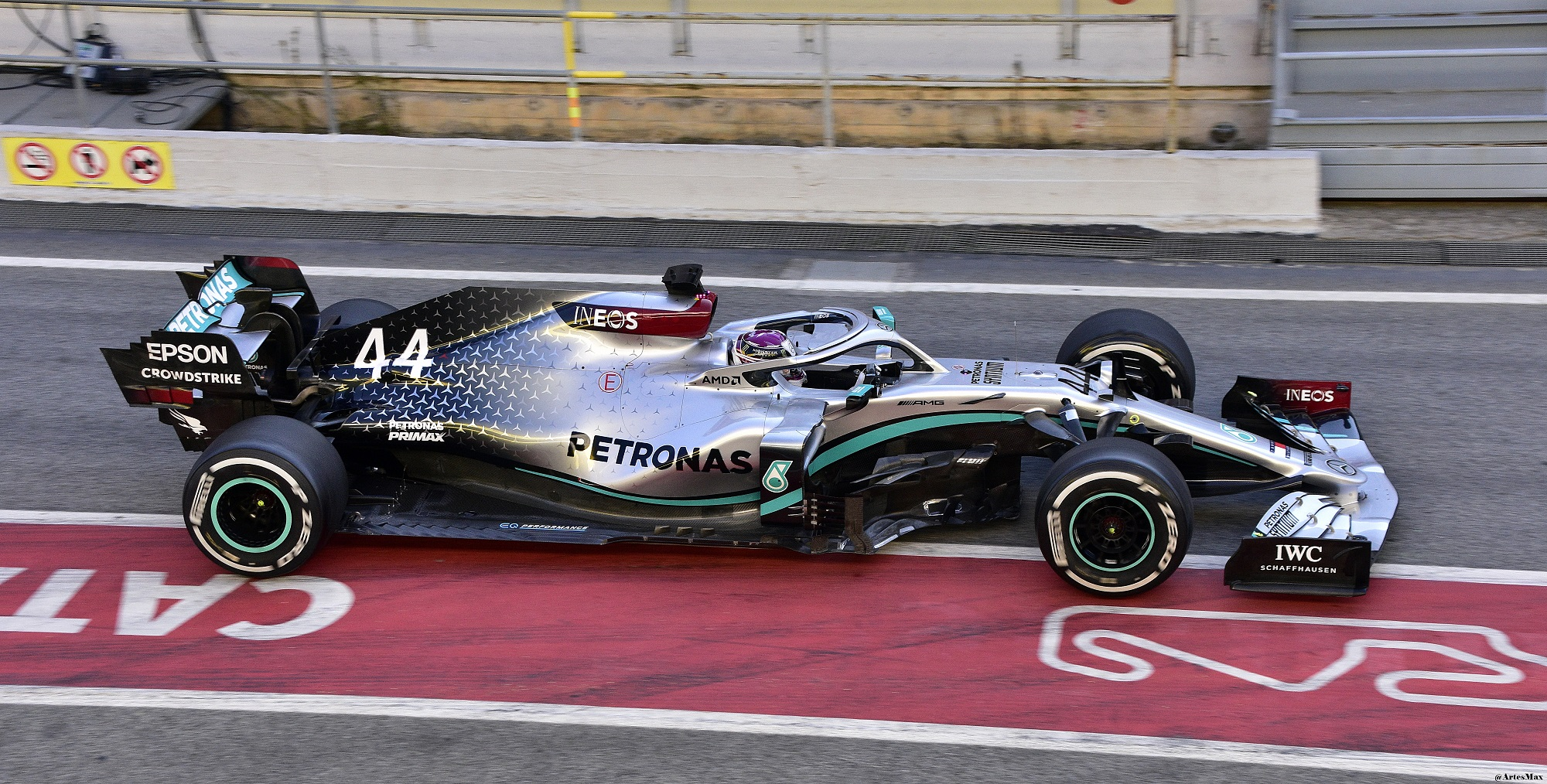
Mercedes W11 conduït per Lewis Hamilton als tests de Barcelona de 2020.

- Constructor amb més campionats consecutius: Mercedes: 8 (2014-2021).